# Operacija Namjerna sila
Operacija Namjerna sila (eng. Operation Deliberate Force) bila je zračna kampanja NATO saveza s ciljem onesposobljavanja vojnog arsenala bosanskih Srba u ratu u Bosni i Hercegovini.
U operaciji koja je trajala od 30. kolovoza do 14. rujna 1995., sudjelovalo je osam savezničkih država, obavljeno je 3515 letova i izbačeno je 1026 bombi.

## Tijek operacije

### Povod
Operaciju je započeo NATO savez kao odgovor na tešku situaciju u BiH.  Iako je planirana i službeno odobrena od strane Vijeća NATO-a još u srpnju 1995., operacija je pokrenuta kao izravni odgovor na drugi slučaj masakra na sarajevskoj tržnici Markale, 28. kolovoza 1995. jer je bilo utvđeno da je mina koja je u Sarajevu ubila 37 ljudi došla sa srpskih položaja oko grada.

### Bombardiranja
Prve napade izveli su američki F/A-18C Horneti i EA-6B Prowleri s laserskim navođenim bombama i AGM-88 HARM projektilima. Cilj im je bio onesposobljavanje srpskih radarskih i protuzračnih položaja kako bi otvorili put drugim savezničkim zrakoplovima. Istovremeno su ih podržavali EF-111A Raveni blokirajući komunikaciju i radare.
Uslijedili su napadi na srpska vojna skladišta, vojarne i artiljerijske položaje u više valova. Isti dan NATO snage doživljavaju svoj prvi i jedini gubitak tijekom operacije. Kod naselja Pale pomoću LPRS-a oboren je francuski Mirage 2000. Dva člana posade ubrzo su zarobljeni i držani u zatočeništvu do prosinca.
31. kolovoza 1995. UNPROFOR zahtjeva privremeno obustavljanje operacije kako bi utvrdili jesu li Srbi spremni na pregovore. Za to vrijeme zrakoplovi nadlijeću pogođena područja i izviđaju nastalu štetu.
Nakon što su se pregovori pokazali neuspješnima, NATO 5. rujna u 10.00 nastavlja s bombardiranjem. Dok 9. rujna saveznički zrakoplovi napadaju položaje oko Banje Luke i Tuzle, već više dana traju pokušaji lociranja i spašavanja oborenih francuskih pilota.
14. rujna operacija je ponovno zaustavljena. Razlog tomu bio je Mladićev pristanak na otvaranje sarajevskog aerodroma, uklanjanje teškog naoružanja oko grada itd.
20. rujna general Bernard Janvier i admiral Rupert Smith u Sarajevu objavljuju da je operacija ostvarila svoje ciljeve i da je daljne djelovanje nepotrebno.

## Angažirane snage (NATO)
Izvori podataka:
| Država                     | Letovi | Postotak (%) | Zrakoplovi                                                                                        |
| -------------------------- | ------ | ------------ | ------------------------------------------------------------------------------------------------- |
| Francuska                  | 284    | 8,1%         | Mirage F-1, SEPECAT Jaguar, Mirage 2000, Super Etendard, E-3F, C-135, Puma                        |
| Njemačka                   | 59     | 1,7%         | Tornado                                                                                           |
| Italija                    | 35     | 1,0%         | Tornado, AMX, Boeing 707, C-130, G-222 ,E-3                                                       |
| Nizozemska                 | 198    | 5,6%         | F-16                                                                                              |
| Španjolska                 | 12     | 3,4%         | EF-18A, KC-130, CASA 212                                                                          |
| Turska                     | 78     | 2,2%         | F-16                                                                                              |
| Ujedinjeno Kraljevstvo     | 326    | 9,3%         | GR-7, FMK-3, L-1011, FA-2, E-3D                                                                   |
| Sjedinjene Američke Države | 2318   | 65,9%        | A-10, F-15E, F/A-18, F-16, EA-6B, EC-130E, EC-130H, AC-130, KC-135, KC-10, MH-53, MC-130, EF-111A |
| NATO                       | 96     | 2,7%         | E3A                                                                                               |
| Ukupno                     | 3515   | 100%         | -                                                                                                 |